# Veronika Vrecionová
Veronika Vrecionová (* 8. září 1965 České Budějovice) je česká politička, od roku 2019 poslankyně Evropského parlamentu, v letech 2010 až 2016 senátorka za obvod č. 28 – Mělník, v letech 2017 až 2019 poslankyně Poslanecké sněmovny PČR, v letech 2006 až 2016 a znovu v roce 2018 zastupitelka středočeské obce Přezletice, v letech 2006 až 2014 starostka Přezletic a od roku 2005 členka ODS.

## Vzdělání, profese a rodina
Odmaturovala na gymnáziu v Ohradní ulici v Praze-Michli. V letech 1984–1989 vystudovala Obchodní fakultu Vysoké školy ekonomické v Praze. Mezi lety 1990–1993 pracovala v Kanceláři prezidenta republiky Václava Havla. Od roku 1993 působí jako OSVČ v poradenství v oblasti obchodu a reklamy a angažovala se v mnoha pozicích v soukromých firmách. S manželem Davidem má dceru Julii. Z předchozího vztahu s Alexandrem Vondrou, který již byl v té době ženatý, má syna Jáchyma.
Veronika Vrecionová žije v obci Přezletice v okrese Praha-východ.

## Politická kariéra
V roce 2005 vstoupila do ODS.
Od roku 2006 zasedala v zastupitelstvu obce Přezletice, kde působila od roku 2006 do roku 2014 jako starostka. V roce 2010 byla opětovně zvolena do funkce starostky poté, co získala v komunálních volbách nejvyšší počet hlasů. V roce 2014 vyhrál v komunálních volbách subjekt „Přezleťáci občanské sdružení“, ODS se dostala do opozice. Veronika Vrecionová skončila dle počtu hlasů na 8. místě. Starostou byl zvolen Tomáš Říha, místostarostou Rudolf Novotný. Dne 13. října 2016 na zasedání zastupitelstva obce Přezletice rezignovala na svou funkci zastupitelky. Do zastupitelstva obce se vrátila po komunálních volbách v roce 2018. Ještě v říjnu 2018 však na mandát rezignovala.
Ve krajských volbách v roce 2008 kandidovala do Zastupitelstva Středočeského kraje na 44. místě a nebyla zvolena.
Ve volbách do Senátu PČR v roce 2010 se stala senátorkou, když ve druhém kole porazila sociálního demokrata a radního Středočeského kraje Milana Němce. V prvním kole proti Veronice Vrecionové kandidovala za koalici TOP 09 a STAN Nina Nováková, za KSČM Jiřina Fialová, Libor Holík za Věci veřejné a Petr Hannig za Suverenitu. V horní komoře působila jako místopředsedkyně Výboru pro hospodářství, zemědělství a dopravu.
Ve volbách do Senátu PČR v roce 2016 svůj mandát v obvodu č. 28 – Mělník za ODS obhajovala. Se ziskem 21,33 % hlasů postoupila z druhého místa do druhého kola, v němž prohrála poměrem hlasů 36,35 % : 63,64 % s kandidátem hnutí STAN Petrem Holečkem. Mandát senátorky tak neobhájila.
Ve volbách do Poslanecké sněmovny PČR v roce 2017 byla zvolena poslankyní za ODS ve Středočeském kraji. Ve volbách do Evropského parlamentu v květnu 2019 kandidovala na 3. místě kandidátky ODS. Získala 8 460 preferenčních hlasů a byla nově zvolena europoslankyní. Na začátku července 2019 jí tak zanikl poslanecký mandát. Ve Sněmovně ji nahradil stranický kolega Petr Bendl.
V červnu 2023 nahradila ve funkci předsedy poslaneckého klubu ODS v Evropském parlamentu Jana Zahradila.
Ve volbách do Evropského parlamentu v červnu 2024 obhajovala mandát europoslankyně jako členka ODS na 2. místě kandidátky koalice SPOLU (tj. ODS, KDU-ČSL a TOP 09). Vlivem preferenčních hlasů se ze druhého místa dostala na čtvrté, avšak mandát europoslankyně obhájila. Od července roku 2024 je v Evropském parlamentu předsedkyní Výboru pro zemědělství a rozvoj venkova (AGRI).
V listopadu 2024 kritizovala zatykač, který na izraelského premiéra Benjamina Netanjahua vydal Mezinárodní trestní soud v Haagu kvůli obvinění z válečných zločinů během války v Pásmu Gazy.

## Kontroverze

### Zákon o pozemních komunikacích
V květnu 2012 byla přijata novela zákona o pozemních komunikacích, podle které měly počínaje 1. září 2017 zmizet od dálnic a silnic I. třídy billboardy. To se z velké části později stalo. Zákon však původně mohl odstranit i reklamní poutače ze silnic II. a III. třídy. To se však nestalo. Tehdejší senátorka Veronika Vrecionová prosadila v roce 2012 změkčující pozměňovací návrh, a to zachovat billboardy u místních komunikací a silnic II. a III. třídy. Sněmovnou schválený zákon by podle ní totiž znamenal do pěti let likvidaci 90 procent billboardů s dvoumiliardovým výpadkem pro státní rozpočet. Znamenal by prý i výpadky pro rozpočty obcí a krajů. Senát zákon vrátil zpět Sněmovně a byla přijata změkčující verze. Obecně prospěšná společnost Kverulant.org ji proto nařkla z korupce.

### Vyjádření ke klimatické krizi
V reakci na emocionální projev Grety Thunbergové na půdě OSN zveřejnila tweet, v němž napsala, že „považuje za lumpárnu, když někdo pro své politické cíle zneužívá mladou dívku a děsí mladé lidi po celém světě“, zároveň však vyzdvihla ochranu životního prostředí jako konzervativní hodnotu.